# Приветненское сельское поселение
Приветненское се́льское поселе́ние (укр. Приветнiнське сільське поселення, крымскотат. Джума Эли кой юрту, Cuma Eli köy yurtu) — муниципальное образование в Кировском районе Республики Крым России.
Административный центр — село Приветное.

## История
В советское время был создан Приветненский сельский совет.
Сельское поселение образовано в соответствии с законом Республики Крым от 5 июня 2014 года.

## Население
| 2001  | 2014  | 2015  | 2016  | 2017  | 2018  | 2019  |
| ----- | ----- | ----- | ----- | ----- | ----- | ----- |
| 3343  | ↘2768 | ↗2773 | ↗2782 | ↗2796 | ↗2807 | ↗2824 |
| 2020  | 2021  |       |       |       |       |       |
| ↘2788 | ↗3028 |       |       |       |       |       |

## Состав сельского поселения
| № | Населённый пункт | Тип населённого пункта       | Население |
| - | ---------------- | ---------------------------- | --------- |
| 1 | Приветное        | село, административный центр | ↘2592     |
| 2 | Айвазовское      | село                         | ↘176      |